# Feel Happy 2007〜Debut 30th Anniversary〜
『Feel Happy 2007〜Debut 30th Anniversary〜』（フィール・ハッピー 2007 デビュー・サーティース・アニバーサリー）は、2007年10月24日にリリースされた、原田真二ファースト・アルバム復刻盤。

## 解説
- 帯コピー： フィール ハッピー 11曲＋「タイム・トラベル」「シャドー・ボクサー」をフルデジタル・Reマスタリング。さらに07年新録音の「てぃーんず ぶるーす」「タイム・トラベル」をも収録した、原田真二デビュー30周年記念盤!
- 30周年アニバーサリーとして、1枚目のスタジオ・アルバム『Feel Happy』を、CDサイズで当時と同じ紙ジャケット仕様で忠実に再現。
- 最新デジタルリマスタリングを施して復刻。
- さらに上記帯コピー記載の4曲を追加収録した。

## 収録曲
- 全作詞：松本隆 ／全作曲：原田真二／編曲：原田真二（特記以外）

（2.・9.・英詞：Louie西島）
1. ビギニング （Instrumental）
2. Curtain Rise　　　　　
  - 編曲：原田真二・瀬尾一三
3. Sports
4. キャンディ　　　　　　　
  - 編曲：原田真二・阿部雅士
5. Plastic Doll　　　　　　
  - 編曲：瀬尾一三
6. Good Luck
7. 風をつかまえて
8. てぃーんず ぶるーす　
  - 編曲：鈴木茂・瀬尾一三
9. High-Way 909
10. ANGEL FISH　　　　　　
  - 編曲：鈴木茂・瀬尾一三
11. 黙示録　（The Revelation）　
  - 編曲：原田真二・瀬尾一三
12. シャドー・ボクサー　　 
  - 編曲：後藤次利
13. タイム・トラベル
14. てぃーんず ぶるーす 2007
15. タイム・トラベル 2007

## ミュージシャン
1. ビギニング
  - シンセサイザー CS-80 ・エレクトリック・ギター ・チューブラーベル：原田真二
2. カーテン・ライズ
  - ピアノ ・コーラス：原田真二／ドラムス：古田たかし／フレットレスベース：デイブ伊藤／アコースティック・ギター：M．池田／エレクトリックスライドギター：矢島賢
  - フレンチホルン：K．Yamaguchi ・H．Shimodate／ストリングス： トマト／コーラス：T．Kimoto ・Y．Kojima
3. スポーツ
  - ピアノ： 原田真二／ドラムス：古田たかし／ベース：デイブ伊藤／エレクトリック・ギター：青山徹
  - 管楽器：ホーンスペクトラム （中村哲・新田一郎・兼崎順一）
4. キャンディ
  - チェンバロ・バッキングボーカル：原田真二／ドラムス：古田たかし／フレットレスベース：デイブ伊藤／エレクトリック・ギター：カズ南沢／アコースティック・ギター：M．池田
  - ストリングス： トマトカルテット
5. プラスティック・ドール
  - ピアノ・クラビネット：原田真二／ドラムス：林立夫／ベース：後藤次利／エレクトリック・ギター：矢島賢／パーカッション：浜口茂外也
  - ストリングス：トマト
6. グッド・ラック
  - ピアノ・シンセサイザー・ソリーナ：原田真二／ドラムス：古田たかし／フレットレスベース：デイブ伊藤／エレクトリック・ギター：カズ南沢
  - 管楽器：ホーンスペクトラム （中村哲・新田一郎・兼崎順一）
7. 風をつかまえて
  - ピアノ・チューブラーベル ・バッキングボーカル： 原田真二／ドラムス ・パーカッション：古田たかし／ベース： デイブ伊藤／エレクトリック・ギター：カズ南沢
  - バッキングボーカル： Michael・Akemi／ストリングス： トマト
8. ていーんず ぶるーす
  - ピアノ・メロトロン・シンセサイザー・バッキングボーカル：原田真二／ドラムス：林立夫／ベース：後藤次利／エレクトリック・ギター：鈴木茂／アコースティック・ギター ・12ストリングスギター：笛吹利明／エレクトリックピアノ： 佐藤準／パーカッション： 斉藤ノブ
  - ストリングス： トマト
9. ハイウェイ 909
  - ピアノ・メロトロン ・バッキングボーカル：原田真二／ドラムス：島村栄二／ベース：T．Kawai／エレクトリック・スライドギター：T．Masuda／アコースティック・ギター：吉川忠英
  - アコーディオン：H．Yamada／ビューティフルノイズ：ルイ西島・ブルーフィールド・Shin・Masa
  - Stupid”Rushy”Dog：石塚良一／バッキングボーカル：T．Kimoto ・Y．Kojima
10. エンジェル・フィッシュ
  - エレクトリックピアノ・シンセサイザー・バッキングボーカル：原田真二／ドラムス：林立夫／ベース：後藤次利／エレクトリック・ギター：鈴木茂／アコースティック・ギター：笛吹利明／クラビネット：佐藤準
  - バッキングボーカル：カズ南沢／管楽器：ファーストミュージックグループ／ストリングス：トマト
11. 黙示録
  - アコースティック・ギター・ティンパニ：原田真二／ドラムス：林立夫／ベース：後藤次利／エレクトリック・ギター： 鈴木茂
  - フレンチホルン： K．Yamaguchi／ストリングス：トマト
12. シャドー・ボクサー
  - キーボード：坂本龍一／ドラムス：林立夫／ベース・クラシック・ギター：後藤次利／エレクトリック・ギター： 鈴木茂／アコースティック・ギター：M．池田
  - パーカッション：斉藤ノブ／サックス：ジェイク・コンセプション／マリンバ：金山功／ストリングス：トマト／コーラス： 原田真二・吉田拓郎
13. タイム・トラベル

## 関連作品
原田真二ゴールデン☆ベスト シリーズ
- 第1弾 2002年発売 (1977-1979) GOLDEN☆BEST 原田真二 OUR SONG〜彼の歌は君の歌〜
- 第2弾 2003年発売 (1983-1987) GOLDEN☆BEST 原田真二 Legendary Hits 80's
- 第3弾 2005年発売 (1992-1996) GOLDEN☆BEST 原田真二 1992-1996 SHINE THE LIGHT COLLECTION
- 第4弾 2006年発売 (1980-1981) GOLDEN☆BEST 原田真二&クライシス LIFE〜ポリドール・イヤーズ 1980-1981

レーベル別完全盤
- 2007年発売 (1980-1981) 原田真二&クライシス ポリドール・イヤーズ完全盤
- 2012年発売 (1977-1979) (1983-1987) 原田真二 35th Anniversary BOX＜コンプリート FOR LIFE Years＞

ライブビデオ
- 2005年発売　OUR SONG and all of you (ライヴ・アット・武道館)
- 2013年発売　Shinji Harada 35th Anniverary Special Live!! "The Load to the Light 1st Stage Final"